# Czarna środa
Czarna środa (także Biała Środa) – wydarzenia 16 września 1992 r. w Wielkiej Brytanii, kiedy rząd konserwatystów zmuszony został do wycofania funta szterlinga z mechanizmu ERM (ang. European Exchange Rate Mechanism). Nastąpiło to w wyniku ataku spekulacyjnego dokonanego przez George’a Sorosa, który zarobił na tych transakcjach około 1 mld USD. W 1997 r. brytyjskie ministerstwo skarbu określiło straty na 3,4 mld funtów.
Straty handlowe w sierpniu i wrześniu zostały oszacowane na 800 mln funtów, jednak ich suma wzrosła, ponieważ podatnik brytyjski mógł zyskać na dewaluacji funta. Ustalenia w tej kwestii pokazały, że gdyby rząd utrzymał 24 mld funtów rezerw w walutach obcych, a kurs funta spadł do tej samej wartości, co w wyniku działań spekulantów, to skarb Zjednoczonego Królestwa zyskałby na tym 2,4 mld funtów szterlingów. Dokumenty ukazują jednocześnie, że poświęcając 27 mld rezerw na „ratowanie funta” osiągnięto stratę w kwocie 3,4 mld funtów.

## Preludium
Gdy w 1979 r. utworzono ERM, Wielka Brytania odmówiła współpracy. Decyzję Kanclerza Skarbu, Geoffreya Howe uznano za kontrowersyjną. Howe znany był ze swych prounijnych zapatrywań, jednak jego przygotowanie merytoryczne, jeśli chodzi o sprawy gospodarcze, było niskie. Sukcesor Howe’a, Nigel Lawson również wierzył w powodzenie sztywnego kursu walutowego. Należał do umiarkowanych eurosceptyków, aczkolwiek chwalił niską inflację niemieckiej marki, co było jego zdaniem zasługą Bundesbanku. Tak więc, Wielka Brytania nie przystąpiła do ERM, a ministerstwo przez kilka lat półoficjalnie stosowało politykę podążania za niemiecką marką.
W tym czasie, w warunkach otwartego rynku walutowego, głównym narzędziem manipulowania kursem walutowym było arbitralne ustalanie wartości funta szterlinga. W konsekwencji stopy procentowe ustalane były na podstawie popytu krajowego, a dopiero w drugim rzędzie inflacji. Polityka taka prowadzona przez wiele lat skutkowała niskimi stopami procentowymi, a później dla odmiany była w konsekwencji powodem wzrostu cen.
Sprawy nabrały dużego rozgłosu, gdy doszło do konfliktu między doradcą Margaret Thatcher, Alanem Waltersem a Lawsonem, przy czym Walters twierdził, że ERM był nieprzygotowany (dosł. „niedopieczony”). Doprowadziło to do dymisji Lawsona i zastąpienia przez jego dawnego mentora, Johna Majora. Wraz z Douglasem Hurdem, Ministrem Spraw Zagranicznych naciskali oni Margaret Thatcher aby Wielka Brytania przystąpiła do ERM, co też nastąpiło w październiku 1990 r. Gwarantowało to, że rząd brytyjski będzie prowadzić taką politykę gospodarczą i monetarną, że kurs funta w stosunku do walut innych państw-uczestników tego systemu, nie będzie mógł wahać się w paśmie większym niż 6%. Funt wszedł do systemu po kursie wymiany 2,95 DEM za GBP. W związku z tym, jeżeli kurs wymiany zbliżyłby się do tak ustanowionych widełek, czyli 2,778 marki za funta, to Brytyjczycy zobligowani byli do interwencji. W warunkach inflacji trzy razy przekraczającej niemiecką, stopie procentowej w wysokości 15%, oraz bankrutującego Boomu Lawsona, okoliczności do dołączenia do ERM nie były sprzyjające w tym okresie.
Na początku lat 90., wysokie niemieckie stopy procentowe, ustalone przez Bundesbank w celu przeciwdziałania narastającym procesom inflacyjnym w związku ze zjednoczeniem kraju, spowodowały znaczne napięcia w ERM. Wielka Brytania oraz Włochy miały dodatkowo problemy z deficytem budżetowym. Problemy deficytu budżetowego wynikały z wieloletnich rządów Thatcher, która była premierem od 1979. Skończyły się wówczas pieniądze z prywatyzacji większości przedsiębiorstw, a dodatkowo obniżono podatki. Kwestie narodowego prestiżu oraz podzielanie doktryny ustalania się kursów walutowych w ramach ERM, były ścieżką ustanowienia wspólnej europejskiej waluty. Śladem odrzucenia Traktatu z Maastricht przez Danię, w referendum wiosną 1992 r., waluty ERM znajdujące się w dolnych granicach dopuszczalnych wahań, stały się celem ataku spekulantów na rynkach zagranicznych.

## Atak spekulantów walutowych
We wrześniu 1992 r. podstawowym zagrożeniem dla funta była gwałtowna deprecjacja dolara wobec niemieckiej marki. W związku z powiązaniem funta z ERM, umacniał się on do amerykańskiej waluty do niedających się zaakceptować poziomów. Z racji olbrzymiej części brytyjskiego eksportu rozliczanego w USD, korekta kursu funta do dolara wydawała się nieunikniona. ERM uniemożliwiał takie działanie. Przewidując nieuchronne „pęknięcie tamy” spekulanci przyspieszyli przyszłe zdarzenia poprzez pożyczanie funta (także lira) i jego wymianę na niemieckie marki. Oczekiwali, że spłacą kredyt zdewaluowaną walutą, a różnica uzyskana na tej operacji będzie ich zarobkiem.
16 września brytyjski rząd ogłosił wzrost podstawowej stopy procentowej, z już wtedy wysokich 10% do 12%, w celu zachęcenia spekulantów do zakupu funta. Pomimo tego, oraz obietnic, że w przyszłości stopa wzrośnie do 15%, dealerzy przekonani, że rząd nie wywiąże się z obietnic przystąpili do sprzedaży funta. Kanclerz Norman Lamont ogłosił, że jeszcze tego samego dnia, do godziny 19:00 Wielka Brytania opuści ERM, a stopy procentowe pozostaną na poziomie 12%.

## Następstwa

Kształtowanie się relacji euro do funta na początku XXI wieku

Inne kraje ERM, takie jak Włochy, których waluty naruszyły pasma wahań powróciły do systemu z poszerzonym pasmem lub z uzgodnionym parytetem centralnym. Nawet w tej rozluźnionej formie, ERM-I okazał się nieodporny na zagrożenia i 10 miesięcy później jego reguły zostały poluzowane ponownie do punktu, w którym polityce monetarnej członków systemu pozostawiono niezmiernie dużo swobody.
Wielka Brytania popadła w recesję, co było prawdopodobnie efektem wysokich stóp procentowych w tym kraju, jak i w Niemczech. Wiele przedsiębiorstw upadło, a rynek mieszkań się załamał. W swoich wspomnieniach John Major stwierdził, że członkostwo w ERM wywarło zbawienny wpływ na pozbycie się inflacji w Wielkiej Brytanii.
W następnych miesiącach po wydarzeniach Czarnej Środy, oraz kilku następnych latach handel funtem przebiegał wyraźnie niżej od wyznaczonej mu w ERM dolnej granicy wahań. Wiosną 1995 r. jego kurs spadł poniżej 2,2 DEM za GBP. Od tego czasu zaczął się umacniać, osiągając w szczytowym momencie poziom 3,2 DEM za GBP. Niektórzy komentatorzy twierdzą, że Czarna Środa udowodniła, że długookresowo była zjawiskiem pozytywnym dla brytyjskiej gospodarki. Jej konsekwencje pozwoliły na ustalenie się stóp procentowych na naturalnym poziomie oraz zachęciły rząd do odważnych zmian instytucjonalnych, które w rezultacie podziałały ozdrowieńczo na gospodarkę. Paradoksalnie, jesienią 1996 oraz u początków 1997 r. funt szterling powrócił do poziomów na jakich znajdował się przed Czarną Środą i taki też, dosyć stabilny pozostał jego kurs do końca 2006 roku.
Faktycznie kondycja brytyjskiej gospodarki, w następstwie wydarzeń Czarnej Środy była znacząco lepsza niż krajów strefy euro, i pomimo strat krótkoterminowych, a dla podkreślenia korzyści długofalowych, wielu ekonomistów używa dziś określenia Biała Środa (oryginalnie termin został ukuty przez przeciwników integracji europejskiej, zadowolonych z jej opóźnienia). Według danych OECD średnia stopa wzrostu w latach 1996–2005 wynosiła we:
- Francji 2,2%,
- Włoszech 1,5%,
- Niemczech 1,3%,

średnio w strefie euro 2%, natomiast w Wielkiej Brytanii było to 2,7%.
Ekonomiści pozytywnie nastawieni do integracji, którzy analizowali zdarzenie twierdzą, że stabilność waluty jest skutkiem, a nie przyczyną wspólnego podejścia do zarządzania gospodarką. Zaowocowało to Paktem Stabilności i Wzrostu, podpartym systemem ERM II oraz powstaniem euro – wspólnej europejskiej waluty. Wbrew temu, konsekwentnie społeczeństwo Wielkiej Brytanii nastawione jest do euro sceptycznie. Poparcie dla integracji walutowej okazuje jedynie 28% Brytyjczyków – najmniej w całej Unii Europejskiej. Większość Brytyjczyków sprzeciwia się nie tylko nowej walucie, ale nawet próbie zorganizowania takiego referendum. Według sondażu BBC, przeprowadzonego z końcem 2008 roku, 71% Brytyjczyków odpowiedziałoby „nie” w hipotetycznym referendum dotyczącym zamiany funta na euro w ich kraju.